# Maraton w Bournemouth
Maraton w Bournemouth – maratoński bieg uliczny rozgrywany co roku na ulicach Bournemouth, w Wielkiej Brytanii. Pierwsza edycja maratonu w Bournemouth odbyła się 6 października 2013 roku. Od początku w zawodach uczestniczyli zarówno mężczyźni, jak i kobiety. Impreza odbywa się każdego roku w październiku.

## Lista zwycięzców
Lista zwycięzców maratonu w Bournemouth:
| Edycja | Data                | Mężczyźni              | Kraj    | Czas    | Kobiety            | Kraj    | Czas    |
| ------ | ------------------- | ---------------------- | ------- | ------- | ------------------ | ------- | ------- |
| 1.     | 6 października 2013 | Ebisa Merga            | Etiopia | 2:16:41 | Olga Kotovska      | Ukraina | 2:30:04 |
| 2.     | 5 października 2014 | Andrew Lesuuda         | Kenia   | 2:21:44 | Kateryna Stetsenko | Ukraina | 2:30:58 |
| 3.     | 4 października 2015 | Boaz Kiprono           | Kenia   | 2:16:00 | Joan Kigen         | Kenia   | 2:36:46 |
| 4.     | 2 października 2016 | Stanley Kiprotich Bett | Kenia   | 2:17:59 | Eddah Jepkosgei    | Kenia   | 2:40:38 |